# Rapator
Rapator (Rapator ornitholestoides) – teropod żyjący we wczesnej kredzie (ok. 111-99 mln lat temu) na terenach dzisiejszej Australii. Znany z jednej kości o długości 70 mm, odkrytej w stanie Nowa Południowa Walia; kość ta może być paliczkiem lub kością śródręcza. Holtz i współpracownicy (2004) uznali R. ornitholestoides za tetanura o niepewnej pozycji systematycznej, podkreślili jednak podobieństwo jego zachowanej kości do paliczków teropodów z rodziny alwarezaurów (Alvarezsauridae). Salisbury i współpracownicy (2007) sugerowali, że Rapator mógł być bazalnym celurozaurem podobnym do afrykańskiego rodzaju Nqwebasaurus. W późniejszej publikacji ci sami autorzy uznali R. ornitholestoides za nomen dubium; zasugerowali też, że mógł on być karnozaurem z kladu Megaraptora w większym stopniu podobnym do australijskiego rodzaju Australovenator niż do południowoamerykańskiego Megaraptor.